# 姉妹車

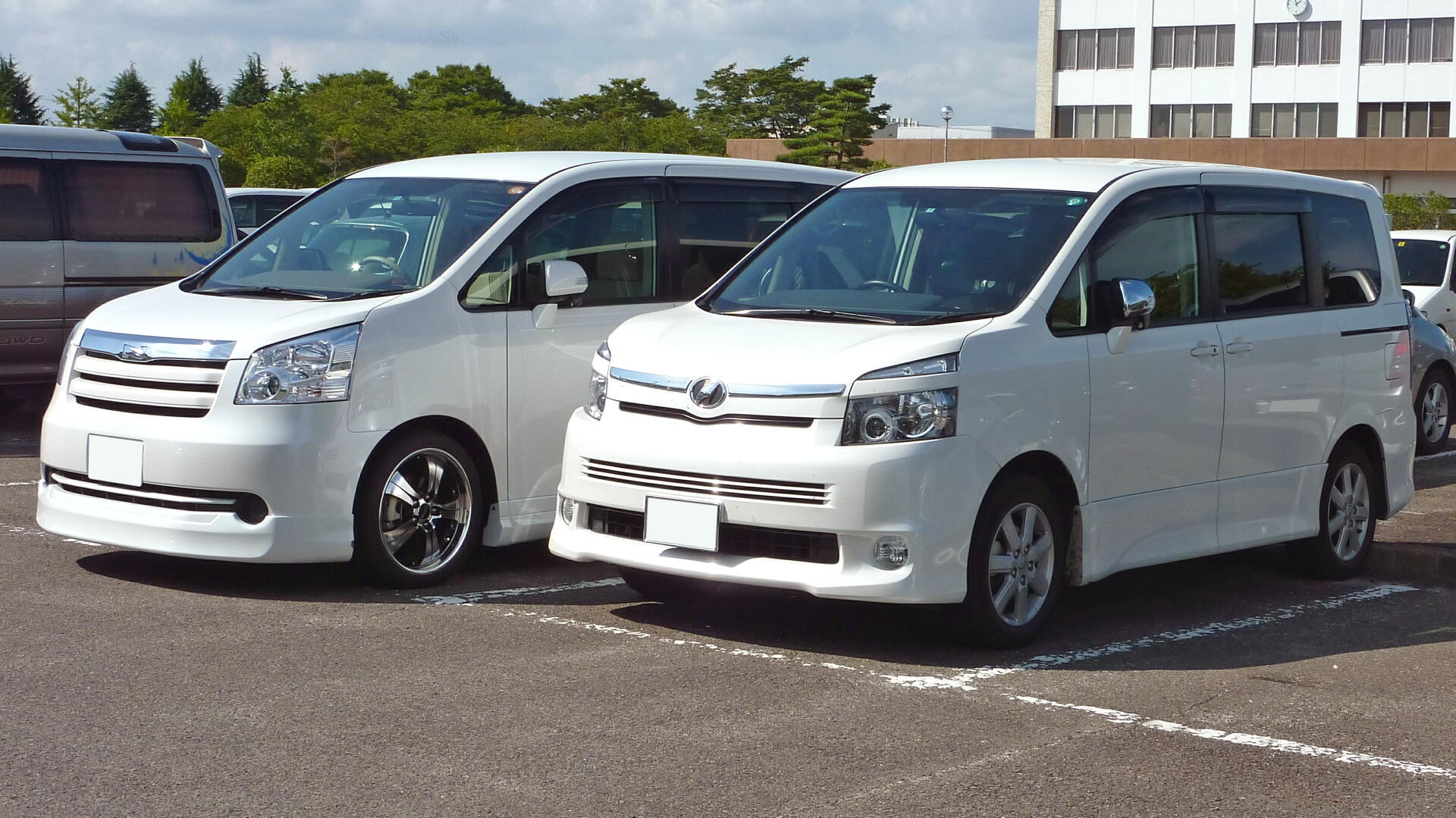
姉妹車の例
トヨタ・ノア（左）とトヨタ・ヴォクシー（右）

姉妹車（しまいしゃ）とは、外観意匠の部品に差異を設けるなどを行って、異なる名称をつけて販売される自動車やオートバイの車種同士の関係をいう俗称である。兄弟車、双子車とも
呼ばれる。

## 概要
主に「バッジエンジニアリング」と呼ばれる販売手法を用いて、外観の一部を変更するなどし、複数のブランドあるいはメーカーの製品として販売される車種をいう。このうち複数のメーカーから販売される物は「OEM車」とも呼ばれる。日本のメーカーが国内に販売する場合は1つの車種を複数の販売チャンネルで流通させる際に、異なる車名が与えられて姉妹車となる例が多い。過去には多数の販売チャンネルを持つ車種も多く、「マークII三兄弟」や「パルサー三兄弟」などのように呼ばれる兄弟車もあった。姉妹車同士の相違点は、車名エンブレムや設定されるボディカラーなどの違いにとどまる場合だけでなく、バンパー、フロントグリル、前後の灯火類、さらにはボディ外板パネルなどを変更し、差別化が図られているケースもある。姉妹車同士は前述の「マークII三兄弟」のように、まとめて一つのモデルとして扱われることも多い。
また、一つのモデルのボディバリエーション（セダンとステーションワゴン、バンとトラックなど）や仕様（乗用車と商用車など）によって別々の商標が与えられている場合も姉妹車と呼ばれる場合がある。
姉妹車同士は部品に互換性がある場合が多く、外観上の改造（ドレスアップ）として姉妹車の部品を流用する手法がユーザーによって行われる例は少なくない。あるいは、大きく外観の異なる部品を周辺部品と一緒に交換する、顔面スワップなどと呼ばれる改造もしばしば見られる。例えば、日産･180SXのスカットルより前の部分を日産･シルビアの部品に交換したシルエイティや、その逆のワンビアなどが該当する。

## 姉妹車の一例（絶版車種含む）
スズキ・バレーノ /  トヨタ・グランザ（グランツァ）
前者が元車、後者がOEM供給される車である。インド市場のみ。
オペル・モッカ （初代）/ ボクスホール・モッカ（初代） / シボレー・トラックス / ホールデン・トラックス / シボレー・トラッカー / ビュイック・アンコール
シボレー・トレイルブレイザー / ビュイック・アンコール GX
オペル・インシグニア / ボクスホール・インシグニア /  ビュイック・リーガル / ホールデン・コモドア
上者・中者・下者とも、一つのメーカーが複数のブランドで販売する姉妹車の例である。この例はゼネラルモーターズのブランドである。
トヨタ・ノア（旧タウンエースワゴン→タウンエースノア） / トヨタ・ヴォクシー（旧ライトエースワゴン→ライトエースノア） / トヨタ・エスクァイア
販売チャンネルが異なる姉妹車の例である。いずれもトヨタ自動車（以下トヨタ）の小型ミニバンで、ノアはカローラ店、ヴォクシーはネッツ店、そしてノアとフロントの主骨格を共用するエスクァイアはトヨペット店/トヨタ店で販売され（2020年5月以降は3車ともすべてのトヨタの販売店で扱う）、それぞれ外観が異なる。1982年から1992年まではカローラ店のタウンエースワゴンとトヨタ店のマスターエースサーフ（及びダイハツのデルタワイドワゴン）、1992年から2001年までは、カローラ店のタウンエースノア（旧タウンエースワゴン）とネッツ店（オート店）のライトエースノア（旧ライトエースワゴン）（及びダイハツのデルタワイドワゴン→デルタワゴン）として販売されていた。
ルノー・タリスマン / ルノーコリア・SM6
ルノー・コレオス / ルノーコリア・QM6
ルノー・アルカナ / ルノーコリア・XM3
同じグループ企業で仕向け地の異なる姉妹車の例である。この例は上者・中者・下者ともにルノーとその傘下、ルノーコリア（旧・ルノーサムスン）から発売された車種を示す。
ダイハツ・ミライース / トヨタ・ピクシスエポック / スバル・プレオプラス
ダイハツ・トール / トヨタ・ルーミー / トヨタ・タンク / スバル・ジャスティ
ダイハツ・ロッキー / トヨタ・ライズ / スバル・レックス
同じグループでメーカーと販売店が異なる姉妹車の例であり、この場合は前者のOEM元がミライース、中者のOEM元がトール、後者のOEM元がロッキーである。
フォード・フュージョン / フォード・モンデオ
同じ企業の同じ車体を使用するが、地域により名称とメカニズム、ボディバリエーションが変わる例である。前者は北米、後者は欧州、中国、韓国にて販売される。
日産・シルフィ / 日産・セントラ / 日産・スーパーセントラ / 日産・セントラエアロ / 日産・パルサー（セダンの場合）
日産・ラティオ / 日産・ヴァーサセダン / 日産・アルメーラ / 日産・サニー
日産・ティーダ / 日産・ビッグティーダ→iティーダ / 日産・パルサー / 日産・パルサーハッチ （ハッチバックの場合）
同じく、同じ企業の同じ車体を使用するが、地域により名称と一部メカニズムが変わる例である。特に下者は地域によってC12型とC13型とで異なって存在するため、少々ややこしい。
ルノー・カングー / メルセデス・ベンツ・シタン
三菱・エクスパンダー / 日産・リヴィナ
ルノー・キャプチャー / 三菱・ASX
ルノー・クリオ（日本名：ルーテシア） / 三菱・コルト
アライアンスによる成果の例。いずれも前者がベース車両。上車は細部のみならず、一部外板や部品形状も異なる。
トヨタ・ラクティス（2代目） / スバル・トレジア
マツダ・プレマシー（3代目） / 日産・ラフェスタ ハイウェイスター
OEMによる姉妹車の例である。この例では上者がトヨタからのOEM供給であり、下者がマツダからのOEM供給である。いずれも外板やバンパーなどが大幅に変更され、外観が大きく異なる。
スバル・レヴォーグ / スバル・WRX
ホンダ・フィット / ホンダ・シャトル
ボディタイプによってに別の商標が与えられている例である。上者、中者、下者共にメカニズムの一部や販売戦略上のキャラクターにも違いが与えられている。
日産・ウイングロード / 日産・AD（含、NV150AD）
仕様が異なる場合である。ウイングロードは乗用ワゴン、ADは商用バンである。なお、ADは過去にマツダ、三菱自動車にもOEM供給されていた。
ダイハツ・コペン / トヨタ・コペン
全く同じ形だがそれぞれのメーカーで販売している例。
ランチア・イプシロン / クライスラー・イプシロン
いすゞ・ビッグホーン / スバル・ビッグホーン
ホールデン・ユート / 日産・ユート
シボレー・キャバリエ / トヨタ・キャバリエ
いすゞ・ジェミニ / ホールデン・ジェミニ / セハン・ジェミニ
OEM供給をされても、車名はそのままである例。いずれも前者が元車。
いすゞ・アスカ - スバル・レガシィ → ホンダ・アコード
スズキ・ランディ - 日産・セレナ → トヨタ・ノア
諸事情により、OEM供給元が変更された例。

### スポーツカーにおける姉妹車
メーカーにとってもエンスー（マニア）にとっても、そのメーカーの個性が重視されるクーペタイプのスポーツカーは単独開発が基本であった。しかし20世紀末以降実用性・燃費性能重視の風潮が強くなってスポーツカーの販売台数が大幅に減少し、さらにEV・運転支援技術といった高度な技術における競争が激化して自動車一種あたりの開発コストが高騰していることから、スポーツカーを単独で開発することは難しくなってきている。そこで他社との共同開発という形を取り、同時に姉妹車として発売するケースが増加している。

#### 代表例
トヨタ・カローラレビン/トヨタ・スプリンタートレノ
日産・シルビア/日産・180SX
スバル・BRZ / トヨタ・86＆GR86
マツダ・ロードスター / アバルト・124スパイダー
アウディ・R8 / ランボルギーニ・ウラカン
BMW・Z4 / トヨタ・スープラ

### 電気自動車（EV）における姉妹車

#### 代表例
日産・サクラ/三菱・eKクロス EV
トヨタ・bZ4X/レクサス・RZ/スバル・ソルテラ
ヒョンデ・アイオニック5/ジェネシス・GV60/キア・EV6
フォルクスワーゲン・ID.4/アウディ・Q4 e-tron
ポルシェ・タイカン/アウディ・e-tron GT

### 商用車における姉妹車

#### 代表例
いすゞ・ジェミネット/ジェミネットII - スズキ・カルタスバン → スバル・レオーネバン
マツダ・ファミリアバン - 日産・AD → トヨタ・プロボックス
日産・アトラス - いすゞ・エルフ → 三菱ふそう・キャンター → いすゞ・エルフ
UD・カゼット - 三菱ふそう・キャンター → いすゞ・エルフ
いずれも諸事情により、供給元が途中で変更された例。
いすゞ・D-MAX / マツダ・BT-50
業務・技術提携による成果の例である。細部のみならず、一部外板や部品形状も異なる。
ダイハツ・ハイゼットカーゴ/ダイハツ・アトレー/スバル・サンバーバン
グレードによってOEM供給元の車種が異なる例。この場合は、サンバーバンのOEM供給元がハイゼットカーゴおよびアトレーであり、サンバーバンの「ディアス」がアトレーで先述を除く全グレードがハイゼットカーゴが各OEMとなる。ハイゼットカーゴは先述のサンバーバンの他にピクシスバンもOEM供給している。
日産・アトラスF24 / いすゞ・エルフ100 / UDトラックス・コンドル　カーゴ（1.15～1.5t） / 三菱ふそう・キャンターガッツ / ルノートラック・マクシティ
グループ企業の枠を超えての例。この場合、ベースはアトラスで、マクシティのみフロントデザインの一部が異なるが、残車はエンブレム類の変更にとどまる。
日産ディーゼル・ビッグサム / サムスン・ビッグサム
マツダ・ボンゴ / キア・ボンゴ
日産・バネット / 大宇・バネット（のちに「大宇・スーパーX」に改名）
ライセンス/ノックダウン生産されても、車名はそのままである例。
日野・セレガ/いすゞ・ガーラ
いすゞ・エルフ/日産・アトラス/マツダ・タイタン /UDトラックス・コンドル　カーゴ（2～3.5t）→カゼット
スズキ・キャリイ /マツダ・スクラムトラック/三菱・ミニキャブトラック/日産・NT100クリッパー
トヨタ・コースター/日野・リエッセII

### オートバイにおける姉妹車

#### 代表例
ホンダ・モンキー/ホンダ・ゴリラ
オートバイの姉妹車の例である。モンキーと共通のエンジンやフレームに、モンキーよりも大型のタンクと前後の荷台を装備して実用性を向上させたものが、ゴリラとして製造、販売された。
ホンダ・タクト (2BH-AF79) / ヤマハ・ジョグ (2BH-AY01)
オートバイのOEMによる姉妹車の例である。タクトのフロントデザインを変更したものがジョグとしてOEM供給されている。

## 広義の姉妹車
完全に異なるモデル同士であってもプラットフォーム(シャーシ)が共通である場合は姉妹車と呼ばれる場合がある（スズキ・エスクードのように新旧のモデルが併売されているケース、販売期間が重複していないケースを除く）。
プラットフォームを共有する姉妹車の場合、上記のバッジエンジニアリングやボディバリエーションとは意味合いが異なり、それぞれが別個のモデルとして扱われるため、ユーザーに意識されることはない（一方でメーカーにとってプラットフォーム共通化は、開発コスト、生産効率、商品ラインナップ、そして車両の性能やパッケージングに大きな影響を与えるため、大変重要な課題といえる）。
具体的には以下のような例がある。
ホンダ
ホンダ・フィット/ホンダ・ヴェゼル/ホンダ・グレイス/ホンダ・シャトル
ホンダ・N　BOXシリーズ/ホンダ・N-ONE/ホンダ・N-WGN/ホンダ・N-VAN→プラットフォームを共有する姉妹車をシリーズ化している例
日産/ルノー/ルノーサムスン（ルノー・日産・三菱アライアンス）
日産・マーチ/日産・ノート/日産・キックス
ルノー・キャプチャー（ルノーサムスン・QM3）/日産・ジューク（インフィニティESQ）
日産・エルグランド/日産・ティアナ/日産・ムラーノ/インフィニティ・QX60
日産・ローグ/三菱・アウトランダー
日産・サクラ/三菱・eKクロス EV
ステランティス（旧・FCA）
アルファロメオ・ジュリア/アルファロメオ・ステルヴィオ/ジープ・グランドチェロキー/グランドチェロキーL
アルファロメオ・ジュリエッタ/ダッジ・ダート/ジープ・チェロキー
フィアット・500X/ジープ・レネゲード
アルファロメオ・トナーレ/ダッジ・ホーネット/ジープ・コンパス
フィアット・600e/ジープ・アベンジャー
ヒュンダイ（ヒョンデ）モーターグループ
ジェネシス・G90/ジェネシス・G80/ジェネシス・GV80/キア・K9
ヒュンダイ・グレンジャー/キア・K7→キア・K8
ジェネシス・G70/ジェネシス・GV70/キア・スティンガー
ヒュンダイ・コナ / キア・ストニック
フォルクスワーゲングループ
ポルシェ・カイエン/ランボルギーニ・ウルス/アウディ・Q7/フォルクスワーゲン・トゥアレグ/ベントレー・ベンテイガ
ポルシェ・マカン / アウディ・Q5
その他
トヨタ・カローラ（カローラアルティス、レビン）/トヨタ・オーリス（カローラハッチバック、カローラiM）/トヨタ・ブレイド/トヨタ・ハリアー/トヨタ・RAV4/トヨタ・プリウスα（プリウスV、プリウス+）/トヨタ・SAI/トヨタ・マークXジオ/レクサス・HS/レクサス・CT/レクサス・NX
MINI/BMW2シリーズ　アクティブツアラー/グランツアラー/BMW・X1
ルノー・トゥインゴ/スマート・フォーフォー
メルセデス・ベンツ・Aクラス/インフィニティ・Q30
レンジローバーイヴォーク / ジャガー・Eペイス / ランドローバー・ディスカバリースポーツ
プラットフォームを共有する車種同士では足回り部品等の流用が可能なケースが多い。
一つのプラットフォームから多数の車種が作られることが当たり前になり(プラットフォーム開発時点で様々な車種展開が想定されている)、専用のプラットフォームを用意する例がほとんどなくなった近年では「○○(車種名)とプラットフォームを共有する/○○系プラットフォームを採用」や「○○をベースに開発された」と表現されるほうが一般的である。